# 火焰花
火焰花（学名：Phlogacanthus curviflorus）为爵床科火焰花属的植物。分布在越南、印度以及中国大陆的云南等地，生长于海拔400米至1,600米的地区，多生于林下，目前尚未由人工引种栽培。